# Championnat de Tchécoslovaquie de football 1927
Navigation
Saison précédente Saison suivante
La saison 1927 du championnat de Tchécoslovaquie de football est la 3e édition du championnat de première division en Tchécoslovaquie. Les huit meilleurs clubs du pays se retrouvent au sein d'une poule unique, la First League, où les formations s'affrontent une seule fois. À l'issue du championnat, les deux derniers du classement sont relégués et remplacés par le champion de II. Liga, la deuxième division tchécoslovaque.
C'est le club du Sparta Prague, tenant du titre, qui termine invaincu en tête du classement du championnat, avec deux points d'avance sur le SK Slavia Prague et cinq sur l'AFK Vrsovice. C'est le 2e titre de champion de Tchécoslovaquie de l'histoire du club.

## Les clubs participants
| - Nuselsky SK - SK Kladno - AFK Vrsovice - SK Meteor Prague VIII - FK Viktoria Žižkov - CAFC Vinohrady - SK Slavia Prague - AC Sparta Prague |

## Compétition

### Classement
Le barème utilisé pour établir le classement est le suivant :
- Victoire : 2 points
- Match nul : 1 point
- Défaite : 0 point

| Rang | Équipe                | Pts | J | G | N | P | Bp | Bc | Diff |
| ---- | --------------------- | --- | - | - | - | - | -- | -- | ---- |
| 1    | AC Sparta Prague (T)  | 13  | 7 | 6 | 1 | 0 | 33 | 6  | +27  |
| 2    | SK Slavia Prague      | 11  | 7 | 5 | 1 | 1 | 30 | 12 | +18  |
| 3    | AFK Vršovice          | 8   | 7 | 3 | 2 | 2 | 14 | 15 | -1   |
| 4    | SK Kladno             | 7   | 7 | 3 | 1 | 3 | 18 | 26 | -8   |
| 5    | CAFC Vinohrady        | 6   | 7 | 2 | 2 | 3 | 13 | 14 | -1   |
| 6    | FK Viktoria Žižkov    | 6   | 7 | 2 | 2 | 3 | 17 | 22 | -5   |
| 7    | Nuselský SK           | 4   | 7 | 1 | 2 | 4 | 14 | 22 | -8   |
| 8    | SK Meteor Prague VIII | 1   | 7 | 0 | 1 | 6 | 9  | 31 | -22  |

|  | Champion de Tchécoslovaquie 1927 |
|  | Relégation en II. Liga           |
|  | (T) Tenant du titre              |

## Bilan de la saison
| Championnat de Tchécoslovaquie de football 1927 |                             |
| Champion                                        | AC Sparta Prague (2e titre) |
| Coupes et trophées                              |                             |
| Vainqueur de la Coupe de Tchécoslovaquie 1927   | Non disputée                |
| Promotions et relégations                       |                             |
| Promus en I. Liga                               | Cechie Karlin               |
| Relégués en II. Liga                            | Nuselský SK                 |
| Relégués en II. Liga                            | SK Meteor Prague VIII       |